# Luis Manuel Otero Alcántara

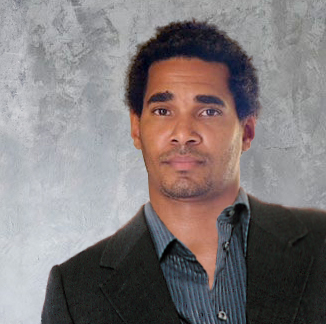
Luis Manuel Otero Alcántara

Luis Manuel Otero Alcántara (* 2. Dezember 1987 in Havanna) ist ein kubanischer Performancekünstler und Mitbegründer der oppositionellen San-Isidro-Bewegung. Das Time-Magazine wählte ihn im September 2021 zu einer der 100 einflussreichsten Personen des Jahres. Von Amnesty International wird er als „gewaltloser politischer Gefangener“ geführt.

## Leben und Wirken
Luis Manuel Otero Alcántara wuchs in San Isidro, einem der zahlreichen benachteiligten Stadtviertel in Havannas Altstadt, wo die Leute mehrheitlich arm und schwarz sind, auf. Nicht weit entfernt verbrachte schon José Martí seine Kindheit. Immer wieder kam er wegen seiner Dissidenz mit der kubanischen Staatsmacht in Konflikt. Er setzte sich für die Rechte Schwarzer ein, klagte die Armut und den Rassismus in Kuba an, alles Probleme, die nach dem Sieg der Revolution laut sozialistischer Ideologie eigentlich alle der Vergangenheit angehören sollten. Seit 2017 wurde er dutzendfach verhaftet, war ständiger Überwachung und organisierten Diffamierungskampagnen, in Kuba als Actos de Repudio bekannt, ausgesetzt, seine künstlerischen Werke wurden regelmäßig konfisziert. Mit dem zunehmenden Zugang der Kubaner ab Ende der 2010er Jahre zum Internet erhöhte sich auch die Reichweite Oteros entsprechend.
Am 25. April 2021 startete Luis Otero zusammen mit weiteren Mitstreitern einen Hungerstreik. Zuvor hatte die Polizei sein Haus gestürmt und zahlreiche seiner Kunstwerke zerstört. Acht Tage später drang die Polizei in sein Haus ein und verbrachte ihn gewaltsam in ein Krankenhaus. In einem am 4. Mai von der Regierung ausgestrahlten Video dankte Otero für eine hervorragende Behandlung. Ob dieses Statement freiwillig oder unter Einfluss von Psychopharmaka entstand, ist unklar. In folgenden Videos äußerte sich Otero geschwächt und zusammenhanglos. Gut einen Monat später wurde er am 31. Mai aus dem Krankenhaus entlassen. Als am 11. Juli 2021 die kumulierten Probleme aus sozialistischer Misswirtschaft, verschärftem US-Embargo und Corona-Pandemie zu spontanen, landesweiten Protesten führten, wurde Otero Alcántara erneut festgenommen und befand sich seitdem lange Zeit ohne Anklage in Haft. Amnesty International führt ihn als „gewaltlosen politischen Gefangenen“. Im Juni 2022 wurde er dann wegen „Beleidigung von Vaterlandsymbolen, Missachtung des Gerichts und Störung der öffentlichen Ordnung“ zu fünf Jahren Haft verurteilt.

## Auszeichnungen
- Prinz-Claus-Preis (2022)[7][8]